# Nopsma juchuy
Espèce
Synonymes
- Nyetnops juchuy Dupérré, 2014

Nopsma juchuy est une espèce d'araignées aranéomorphes de la famille des Caponiidae.

## Distribution
Cette espèce est endémique de la province de Los Ríos en Équateur,. Elle se rencontre vers Palenque.

## Description
Le mâle holotype mesure 3,1 mm.
Le mâle décrit par  en mesure 7,0 mm et la femelle 7,5 mm.

## Publication originale
- Dupérré, 2014 : Three new species of Caponiid spiders from Ecuador (Araneae, Caponiidae). Zootaxa, no 3838(4), p. 462-474.